# (6056) Donatello
(6056) Donatello es un asteroide perteneciente al cinturón de asteroides, región del sistema solar que se encuentra entre las órbitas de Marte y Júpiter, descubierto el 16 de octubre de 1977 por Cornelis Johannes van Houten en conjunto a su esposa también astrónoma Ingrid van Houten-Groeneveld y el astrónomo Tom Gehrels desde el Observatorio del Monte Palomar, Estados Unidos.

## Designación y nombre
Designado provisionalmente como 2318 T-3. Fue nombrado Donatello en homenaje a Donato di Nivolo di Betto Bardi, conocido como Donatello, escultor italiano. Su trabajo en el estilo del Renacimiento temprano tuvo mucha influencia en las siguientes generaciones de artistas italianos. Sus estatuas y relieves están realizados en mármol, terracota y madera. Su estatua de Gattamelata fue la primera estatua ecuestre desde la antigua estatua de Adriano. La mayor parte de su trabajo se encuentra en Florencia y Siena.

## Características orbitales
Donatello está situado a una distancia media del Sol de 2,715 ua, pudiendo alejarse hasta 3,317 ua y acercarse hasta 2,114 ua. Su excentricidad es 0,221 y la inclinación orbital 3,176 grados. Emplea 1634,75 días en completar una órbita alrededor del Sol.

## Características físicas
La magnitud absoluta de Donatello es 13,6. Tiene 12,39 km de diámetro y su albedo se estima en 0,05. 